# Aeropuerto de Palmas
El Aeropuerto Internacional Palmas-Brigadeiro Lysias Rodrigues (IATA: PMW, OACI: SBPJ) es el aeropuerto que sirve a la ciudad de Palmas, Brasil. El aeropuerto debe su nombre al Brigadier Lysias Augusto Rodrigues (1896-1957), una de las figuras fundadoras de la Fuerza Aérea Brasileña y crucial para la integración de Tocantins a Brasil a través de los servicios aéreos de pasajeros de la Fuerza Aérea Brasileña.
Anteriormente operado por Infraero, el 7 de abril de 2021 CCR ganó una concesión de 30 años para operar el aeropuerto.

## Aerolíneas y destinos

### Destinos nacionales
| Ciudades          | Aeropuerto                                               | Aerolíneas                                                         |
| Brasil            | Brasil                                                   | Brasil                                                             |
| ----------------- | -------------------------------------------------------- | ------------------------------------------------------------------ |
| Brasilia          | Aeropuerto Internacional Presidente Juscelino Kubitschek | Azul Linhas Aéreas Brasileiras Gol Transportes Aéreos LATAM Brasil |
| Belo Horizonte    | Aeropuerto Internacional Tancredo Neves                  | Azul Linhas Aéreas Brasileiras                                     |
| Campinas          | Aeropuerto Internacional de Campinas                     | Azul Linhas Aéreas Brasileiras                                     |
| Goiânia           | Aeropuerto Internacional de Goiânia                      | Azul Linhas Aéreas Brasileiras                                     |
| Recife            | Aeropuerto Internacional de Recife                       | Azul Linhas Aéreas Brasileiras (estacional)                        |
| Salvador de Bahía | Aeropuerto Internacional de Salvador                     | Gol Transportes Aéreos (estacional)                                |
| São Paulo         | Aeropuerto Internacional de São Paulo-Guarulhos          | Gol Transportes Aéreos LATAM Brasil (estacional)                   |